# Alameda (Saskatchewan)
Alameda ist eine Town im kanadischen Bundesstaat Saskatchewan mit 345 Einwohnern bei der Volkszählung 2021 (2016: 369 Einwohner; 2011: 342 Einwohner) und einer Landfläche von 2,53 km². Es liegt in der südöstlichen Ecke von Saskatchewan 29 km nördlich der Grenze zu den USA und etwa 55 km ostnordöstlich der nächsten großen Stadt Estevan.
Alameda ist landwirtschaftlich geprägt. Ein 1993 errichteter Staudamm östlich der Stadt, der Alameda Dam, staut den Fluss Moose Creek zu einem See, der den Mittelpunkt eines Erholungsgebietes mit einem Campingplatz am Westufer bildet.
Der Ort wurde um 1880 von schottischen und englischen Siedlern gegründet. Ab 1897 kamen deutsche Siedler hinzu, die aus Michigan ausgewandert waren.
Für statistische Auswertungen ist Alameda der Saskatchewan Census Division No. 1 zugeordnet.